# Cantón de Jaligny-sur-Besbre
El cantón de Jaligny-sur-Besbre era una división administrativa francesa que estaba situada en el departamento de Allier y la región de Auvernia.

## Composición
El cantón estaba formado por doce comunas:
- Bert
- Châtelperron
- Chavroches
- Cindré
- Jaligny-sur-Besbre
- Liernolles
- Saint-Léon
- Sorbier
- Thionne
- Treteau
- Trézelles
- Varennes-sur-Tèche

## Supresión del cantón de Jaligny-sur-Besbre
En aplicación del Decreto n.º 2014-265, de 27 de febrero de 2014, el cantón de Jaligny-sur-Besbre fue suprimido el 22 de marzo de 2015 y sus 12 comunas pasaron a formar parte del nuevo cantón de Moulins-2.